# 汽车贴膜

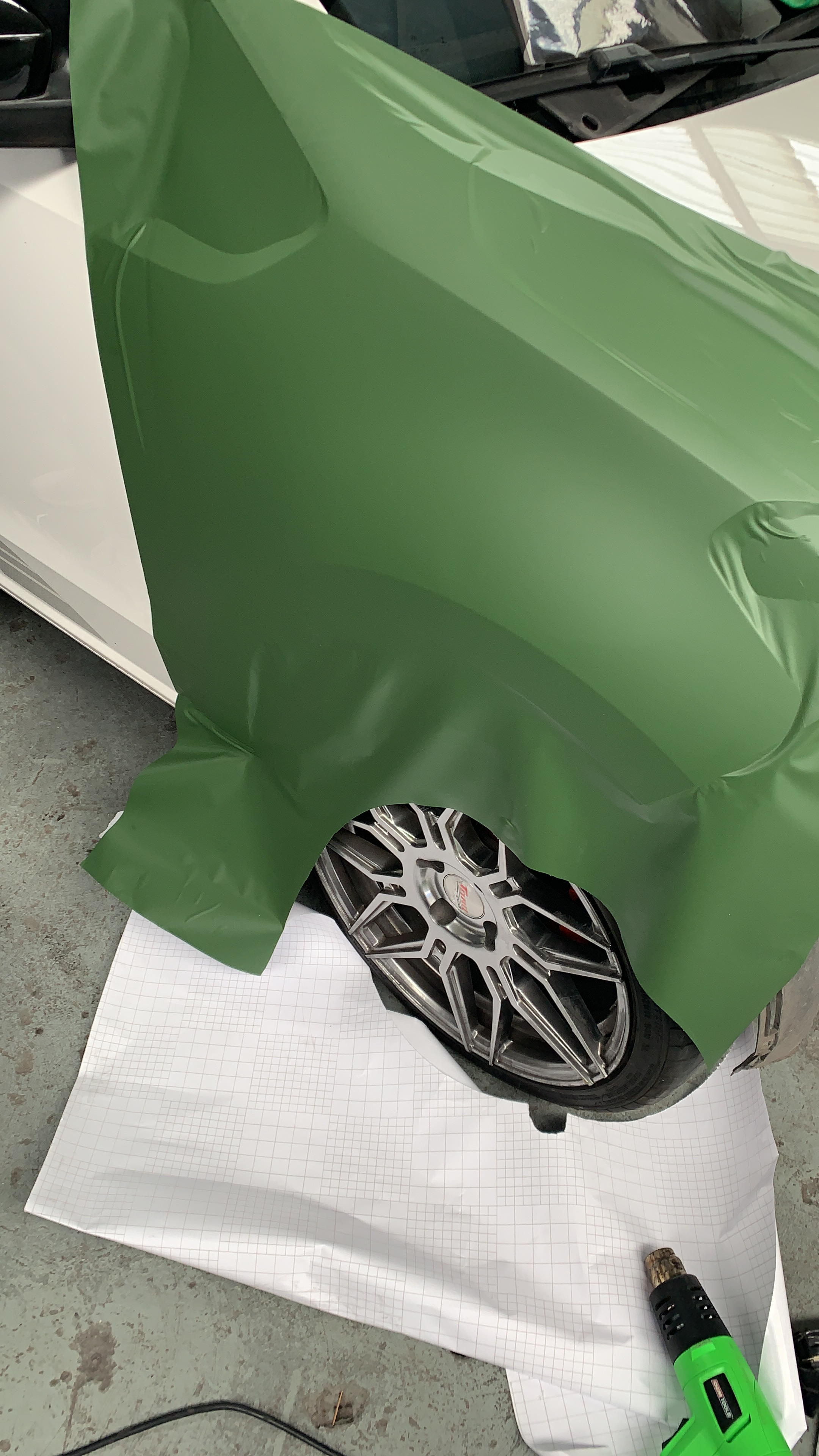
汽车贴膜过程

汽车贴膜是汽车售后市场的一种饰件，使用乙烯基贴膜包覆全部或部分车身，覆盖车辆的原装油漆。 通常，这种包膜会有不同的颜色或饰面，例如：光泽、哑光、镀铬或透明保护层。目的可能是为了改变颜色、广告或定制涂装。
乙烯基贴膜最初用于广告宣传，使车辆实质上成为移动广告牌，贴膜随后可以相对轻松地移除，从而大幅降低更换广告的相关成本。